# NGC 1032
NGC 1032 é uma galáxia espiral (S0-a) localizada na direcção da constelação de Cetus. Possui uma declinação de +01° 05' 38" e uma ascensão recta de 2 horas, 39 minutos e 23,6 segundos.
A galáxia NGC 1032 foi descoberta em 18 de Dezembro de 1783 por William Herschel. Galáxia é hospedeira de um astro misterioso e dono de controvérsia científica, trata-se de uma supernova chamada SN 2005E, de origem duvidosa e classificação incerta.